# Diocesi di São Tomé e Príncipe
La diocesi di São Tomé e Príncipe (in latino Dioecesis Sancti Thomae in Insula) è una sede della Chiesa cattolica a São Tomé e Príncipe immediatamente soggetta alla Santa Sede. Nel 2022 contava 115.000 battezzati su 219.085 abitanti. È retta dal vescovo João de Ceita Nazaré.

## Territorio
La diocesi comprende lo stato di São Tomé e Príncipe.
Sede vescovile è la città di São Tomé, dove si trova la cattedrale di Nostra Signora della Grazia.
Il territorio è suddiviso in 14 parrocchie.

## Storia
La diocesi fu eretta il 3 novembre 1534 con la bolla Aequum reputamus di papa Paolo III, ricavandone il territorio dall'arcidiocesi di Funchal (oggi diocesi), di cui era originariamente suffraganea. 
Il 3 luglio 1551 divenne suffraganea dell'arcidiocesi di Lisbona (oggi patriarcato).
Il 20 maggio 1596 cedette una porzione del suo territorio a vantaggio dell'erezione della diocesi di São Salvador da Congo in Angola (oggi arcidiocesi di Luanda).
Il 16 novembre 1616 entrò a far parte della provincia ecclesiastica dell'arcidiocesi di San Salvador di Bahia.
L'8 giugno 1818 cedette un'altra porzione del suo territorio a vantaggio dell'erezione del vicariato apostolico del Capo di Buona Speranza e dei territori adiacenti, da cui in seguito trassero origine la diocesi di Port-Louis e l'arcidiocesi di Città del Capo.
Il 22 gennaio 1842 ha ceduto ancora una porzione del suo territorio a vantaggio dell'erezione del vicariato apostolico delle Due Guinee e del Senegambia (oggi arcidiocesi di Libreville).
Il 13 gennaio 1844 in forza della bolla Quae olim di papa Gregorio XVI fece ritorno alla provincia ecclesiastica del patriarcato di Lisbona. Successivamente è diventata diocesi immediatamente soggetta alla Santa Sede.

## Cronotassi dei vescovi
Si omettono i periodi di sede vacante non superiori ai 2 anni o non storicamente accertati.
- Diego de Ortiz de Velhegas † (31 gennaio 1533 - 24 settembre 1540 nominato vescovo di Ceuta)
- Bernardo da Cruz, O.P. † (24 settembre 1540 - 28 aprile 1553 dimesso)
- Gaspar Cao, O.S.A. † (6 luglio 1554 - 17 febbraio 1572 deceduto)
  - Sede vacante (1572-1578)
- Martinho de Ulhoa, O.Cist. † (25 gennaio 1578 - 1592 dimesso)
- Francisco de Villanova, O.F.M. † (17 febbraio 1592 - 25 dicembre 1602 deceduto)
- António Valente, O.P. † (30 agosto 1604 - 1608 deceduto)
  - Sede vacante (1608-1611)
- Jerónimo Quintanilla, O. Cist. † (21 febbraio 1611 - 1614 deceduto)
- Pedro de São Agostinho Figueira de Cunha Lobo, O.S.A. † (26 ottobre 1615 - 16 maggio 1620 deceduto)
  - Sede vacante (1620-1623)
- Francisco do Soveral, O.S.A. † (5 ottobre 1623 - 8 febbraio 1627 nominato vescovo di Angola e Congo)
- Domingos de Assumpção, O.P. † (1º marzo 1627 - ottobre 1632 deceduto)
  - Sede vacante (1632-1674)
- Manoel a Nativitate do Nascimento, O.S.H. † (16 aprile 1674 - 1677 deceduto)
- Bernardo de Santa Maria Zuzarte de Andrade, C.R.S.A. † (30 agosto 1677 - 1680 deceduto)
- Sebastião de São Paulo, O.F.M. † (9 giugno 1687 - 1690 deceduto)
  - Sede vacante (1690-1693)
- Timóteo do Sacramento, O.S.P.P.E. † (2 gennaio 1693 - 17 dicembre 1696 nominato vescovo di São Luís do Maranhão)
  - Sede vacante (1696-1699)
- António da Penha de Franca, O.A.D. † (5 novembre 1699 - 1702 deceduto)
  - Sede vacante (1702-1709)
- João de Sahagún, O.A.D. † (22 luglio 1709 - 12 ottobre 1730 deceduto)
  - Sede vacante (1730-1738)
- Leandro a Pietate, O.A.D. † (3 settembre 1738 - 1740 deceduto)
- Tomas Luiz da Conceição, O.A.D. † (26 novembre 1742 - 1744 deceduto)
- Ludovico Das Chagas, O.S.A. † (15 dicembre 1745 - 1747 deceduto)
  - Sede vacante (1747-1753)
- António Nogueira † (29 gennaio 1753 - 1758 deceduto)
  - Sede vacante (1758-1779)
- Vicente do Espirito Santo, O.A.D. † (1º marzo 1779 - 17 dicembre 1782 nominato prelato di Goiás)
- Domingo a Rosario, O.P. † (16 dicembre 1782 - 1788 deceduto)
  - Sede vacante (1788-1794)
- Rafael de Castello de Vide, O.F.M.Ref. † (12 settembre 1794 - 17 gennaio 1800 deceduto)
  - Sede vacante (1800-1802)
- Cayetano Velozo, O.F.M. † (24 maggio 1802 - settembre 1803 deceduto)
- Custodio d'Almeida, O.A.D. † (26 giugno 1805 - 23 marzo 1812 deceduto)
  - Sede vacante (1812-1816)
- Bartholomeu de Martyribus Maya, O.C.D. † (8 marzo 1816 - 10 novembre 1819 nominato prelato di Mozambico)
  - Sede vacante (1819-1941)
- Moisés Alves de Pinho, C.S.Sp. † (18 gennaio 1941 - 17 novembre 1966 dimesso[1])
  - Sede vacante (1966-1984)
- Abílio Rodas de Sousa Ribas, C.S.Sp. † (3 dicembre 1984 - 1º dicembre 2006 ritirato)
- Manuel António Mendes dos Santos, C.M.F. (1º dicembre 2006 - 13 luglio 2022 dimesso)[2]
- João de Ceita Nazaré, dal 9 gennaio 2024

## Statistiche
La diocesi nel 2022 su una popolazione di 219.085 persone contava 115.000 battezzati, corrispondenti al 52,5% del totale.
| anno | popolazione | popolazione | popolazione | presbiteri | presbiteri | presbiteri | presbiteri                | diaconi | religiosi | religiosi | parrocchie |
| anno | battezzati  | totale      | %           | numero     | secolari   | regolari   | battezzati per presbitero | diaconi | uomini    | donne     | parrocchie |
| ---- | ----------- | ----------- | ----------- | ---------- | ---------- | ---------- | ------------------------- | ------- | --------- | --------- | ---------- |
| 1950 | 36.149      | 60.540      | 59,7        | 9          | 1          | 8          | 4.016                     |         | 8         |           | 10         |
| 1969 | 59.572      | 63.485      | 93,8        | 15         |            | 15         | 3.971                     |         | 17        | 16        | 6          |
| 1978 | 70.000      | 83.000      | 84,3        | 7          | 1          | 6          | 10.000                    |         | 7         | 15        | 12         |
| 1988 | 96.500      | 104.500     | 92,3        | 8          |            | 8          | 12.062                    |         | 15        | 21        | 12         |
| 1999 | 104.753     | 127.500     | 82,2        | 10         |            | 10         | 10.475                    |         | 14        | 36        | 12         |
| 2000 | 107.147     | 129.272     | 82,9        | 11         | 2          | 9          | 9.740                     |         | 18        | 39        | 12         |
| 2001 | 109.300     | 131.425     | 83,2        | 12         | 2          | 10         | 9.108                     |         | 19        | 40        | 12         |
| 2002 | 117.889     | 133.425     | 88,4        | 8          |            | 8          | 14.736                    |         | 15        | 38        | 12         |
| 2003 | 118.800     | 135.000     | 88,0        | 10         | 2          | 8          | 11.880                    |         | 15        | 38        | 12         |
| 2004 | 121.931     | 138.000     | 88,4        | 9          | 2          | 7          | 13.547                    |         | 15        | 36        | 12         |
| 2007 | 110.985     | 151.000     | 73,5        | 10         | 2          | 8          | 11.098                    | 2       | 12        | 42        | 12         |
| 2008 | 115.000     | 160.000     | 71,9        | 14         | 7          | 7          | 8.214                     |         | 14        | 34        | 12         |
| 2014 | 127.600     | 194.000     | 65,8        | 11         | 3          | 8          | 11.600                    |         | 11        | 36        | 14         |
| 2017 | 115.000     | 201.000     | 57,2        | 13         | 5          | 8          | 8.846                     |         | 9         | 31        | 14         |
| 2020 | 110.000     | 205.000     | 53,7        | 13         | 7          | 6          | 8.461                     |         | 11        | 28        | 14         |
| 2022 | 115.000     | 219.085     | 52,5        | 15         | 8          | 7          | 7.666                     |         | 12        | 32        | 14         |